# Río Donguil
Río Donguil är ett vattendrag i Chile.   Det ligger i regionen Región de la Araucanía, i den södra delen av landet, 600 km söder om huvudstaden Santiago de Chile.
I omgivningarna runt Río Donguil växer huvudsakligen savannskog. Runt Río Donguil är det ganska glesbefolkat, med 39 invånare per kvadratkilometer.